# Марин Сореску
Марин Сореску (на румънски: Marin Sorescu) е румънски политик (министър), писател (поет, белетрист, драматург, преводач), член на Румънската академия.
Той е сред най-ярките представители на румънската неомодернистична философска поезия заедно с Никита Станеску и Ана Бландиана.

## Биография
Роден е на 29 февруари 1936 г. в Булзещи, на 170 км от столицата Букурещ, като 5-о дете в селско семейство. Завършва Букурещкия университет. През 1978–1990 г. работи като литературен редактор в списание „Промишленост“. Участва в дисидентското движение.
След революцията от 1989 г. заема поста министър на културата на Румъния (1993–1995). Умира от инфаркт в Букурещ на 8 декември 1996 г.

## Творчество
Дебютира през 1964 г. на 28-годишна възраст със сборника с пародии „Единствен сред поетите“. Общо през живота си публикува 23 книги, превръщайки се в един от най-известните румънски поети.
Още първата му стихосбирка „Смъртта на часовете“ (Moartea ceasului, 1967) му носи популярност. Следват сборникът с философско-сатирични стихове „Младостта на Дон Кихот“ (1968), „Средата на реката“ (1974), „Облаци“ (1975), „Въглища“, „Кладенци в морето“, „В Лилиеч“.
Автор е също на драмите „Рибарят Йона“ (1968), „Лоно или Жаждата на солената планина“ (1973), „Клисарят“, „Нерви“, „Третият кол или Дракула“ (преведени на български от Огнян Стамболиев), както и на критическите книги „Трактат за поезията“, „Безсъници“, „Леко, с пианото по стълбите“. Сореску е автор на есета и книги с интервюта с големи световни поети.
В драматургията Марин Сореску е последовател на Йожен Йонеско, неговите философски пиеси „Рибарят Йона“, „Третият кол или Дракула“, „Клисарят“ са театър на абсурда. Автор е на комедиите „Студ“ и „Братовчедът на Шекспир“, изпълнени със сарказъм и черен хумор.

## Признание и награди
Член е на поeтическата академия „Стефан Маларме“ (1983) и на Румънската академия (1992).
Носител е на наградата на Румънската академия (1968, 1977), наградата „Napoli ospite“ (Италия, 1970), наградата „Le Muse“ (Флоренция, 1978), наградата за мистична поезия „Фернандо Риело“ (Мадрид, 1983) и Хердерова награда (1991). Предлаган е за Нобелова награда.
Неговото име днес носят Националният театър на Румъния и Букурещкият лицей за изкуства.